# Zonsverduistering van 7 oktober 2135

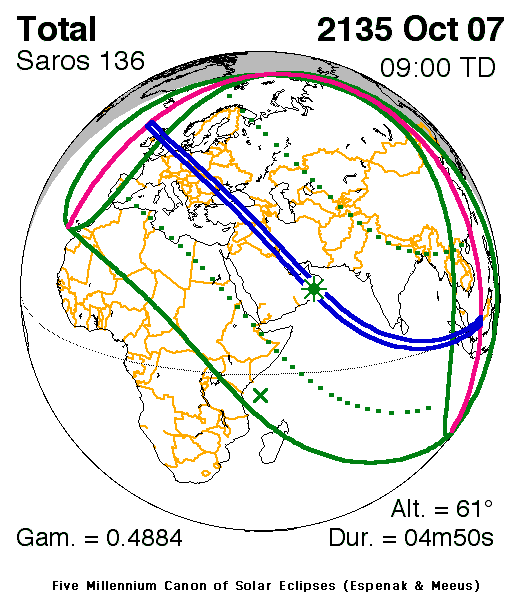

De totale zonsverduistering van 7 oktober 2135 is de eerstvolgende die in een gedeelte van Nederland totaal zal zijn. Deze verduistering zal achtereenvolgens te zien zijn in de volgende 23 landen:
- 11 Europese landen : Schotland, Engeland, Nederland, Duitsland, Polen, Tsjechië, Slowakije, Hongarije, Oekraïne, Roemenië en Moldavië
- 12 Aziatische landen : Turkije, Syrië, Irak, Iran, Koeweit, Qatar, Verenigde Arabische Emiraten, Saoedi-Arabië, Oman, Maladiven, Indonesië en Oost-Maleisië.

## Lengte

### Maximaal
Het punt met maximale totaliteit ligt in Oman tussen de steden Al Khaluf en Duqm en duurt 4m49,4s.

### Limieten
| Fenomeen                    | Code | Tijdstip UTC |
| --------------------------- | ---- | ------------ |
| Eerste contact bijschaduw   | P1   | 06:31:21.6   |
| Eerste contact kernschaduw  | U1   | 07:24:24.7   |
| Maximum eclips              | GE   | 08:55:12.5   |
| Laatste contact kernschaduw | U4   | 10:26:01.3   |
| Laatste contact bijschaduw  | P4   | 11:18:46.7   |